# 名古屋市立大野木小学校
名古屋市立 大野木小学校（なごやしりつ おおのぎしょうがっこう）は、名古屋市西区大野木三丁目の公立小学校。

## 歴史

### 沿革
- 1970年（昭和45年） - 名古屋市立山田小学校大野木分校として設置[WEB 2]。
- 1971年（昭和46年） - 名古屋市立大野木小学校として分離独立[WEB 2]。
- 1980年（昭和55年） - 校歌が制定される[WEB 2]。
- 2007年（平成19年） - トワイライトスクール開設[WEB 2]。
- 2008年（平成20年） - ホタル委員会を設置[WEB 2]。
- 2009年（平成21年） - 特別支援学級として「あおぞら」を設置[WEB 2]。
- 2011年（平成23年） - 特別支援学級として「たんぽぽ」を設置[WEB 2]。

### 児童数の変遷
『愛知県小中学校誌』（1998年）によると、児童数の変遷は以下の通りである。
| 1971年（昭和46年） | 719人   |  |
| 1977年（昭和52年） | 1,150人 |  |
| 1987年（昭和62年） | 792人   |  |
| 1997年（平成9年）  | 530人   |  |

## 通学区域
所管する名古屋市教育委員会は、2019年（令和元年）9月1日現在、西区のうち歌里町・大野木一丁目・大野木二丁目・大野木三丁目・大野木四丁目・大野木五丁目・坂井戸町・宝地町の全域を通学区域として指定している。
また、卒業後の進学先は名古屋市立山田東中学校となっている。

## アクセス
- 名古屋市営バス「大野木一丁目」停留所下車[WEB 1]

### WEB
1. 1 2  名古屋市教育委員会事務局総務部企画経理課企画統計係 (2018年9月18日). “西区の小・中学校一覧”.   名古屋市. 2020年5月18日閲覧。
2. 1 2 3 4 5 6 7  “学校の歩み”.   名古屋市立大野木小学校. 2020年5月18日閲覧。
3. ↑  名古屋市教育委員会事務局総務部教育環境計画室計画係 (2019年9月1日). “名古屋市立小・中学校の通学区域一覧（西区）” (PDF).   名古屋市. 2020年5月18日閲覧。
4. ↑  教育委員会事務局総務部教育環境計画室計画係 (2018年4月1日). “名古屋市立中学校区一覧（小→中）” (PDF).   名古屋市. 2020年5月18日閲覧。

### 書籍
1. 1 2  六三制教育五十周年記念愛知県小中学校誌編集委員会 1998, p. 302.